# Sphaerodactylus armasi
Sphaerodactylus armasi е вид влечуго от семейство Sphaerodactylidae. Видът е застрашен от изчезване.

## Разпространение и местообитание
Разпространен е в Куба.
Обитава градски и гористи местности, крайбрежия и плажове.